# (13701) Roquebrune
(13701) Roquebrune (1998 OR) – planetoida z pasa głównego asteroid okrążająca Słońce w ciągu 3,42 lat w średniej odległości 2,27 j.a. Odkryta 20 lipca 1998 roku.